# 第16區站
第16區站（暫名）是港鐵屯馬綫一個興建中的車站，屬於屯門南延綫項目的一部分。車站將設於屯門青山灣填海區海皇路，即屯門泳池現址。2022年1月28日，第16區站隨屯門南延綫鐵路方案刊憲興建。

## 車站結構
根據圖則，第16區站將設有3層：地面層為車站出入口、地上一層為車站大堂、地上二層為月台層。車站將設一組島式月台，同時於兩條主綫路軌兩旁設兩條停車側綫。
| 月台              | \| \| \| 屯馬綫側綫 \| \| \| \| \| \| 屯馬綫往烏溪沙（屯門） \| 2 \| \| \| 島式 · 開右邊车门 \| \| \| \| \| \| \| 1 \| 屯馬綫往屯門南（終點站） \| \| \| \| \| \| 屯馬綫側綫 \| \| \| | \| \| \| 屯馬綫側綫 \| \| \| \| \| \| 屯馬綫往烏溪沙（屯門） \| 2 \| \| \| 島式 · 開右邊车门 \| \| \| \| \| \| \| 1 \| 屯馬綫往屯門南（終點站） \| \| \| \| \| \| 屯馬綫側綫 \| \| \| |   |  |
| 大堂              | | |   |  |
| 地面              | 出口 | 出口 |   |  |
|                   | | 屯馬綫側綫 |   |  |
|                   | | 屯馬綫往烏溪沙（屯門） | 2 |  |
| 島式 · 開右邊车门 | | |   |  |
|                   | 1 | 屯馬綫往屯門南（終點站） |   |  |
|                   | | 屯馬綫側綫 |   |  |

## 車站歷史
2018年6月5日，南華早報引述消息，指港鐵有意於屯門站與屯門南站之間加設多一個站（即屯門泳池一帶），並會發展約8,000個住宅單位，包括公屋，而現有屯門泳池將會於附近重置。
2019年5月28日，立法會交通事務委員會委員田北辰透露，當局除在屯門碼頭附近興建南延綫車站外，亦會在屯門泳池附近增建一個新車站，預計工程最新造價將由2013年估算的55億港元增至約160億元。延線或以「鐵路及物業發展模式」營運，即由港鐵自資建鐵路（不需經立法會撥款），政府則撥地讓港鐵建屋，當中賺取的收入用作抵銷鐵路的維修成本。倘政府能提供30萬平方米總樓面面積予港鐵發展物業，並重置屯門泳池，預計可以興建6至7千個私人住宅及1萬3千個公營房屋單位。
2020年5月，運輸及房屋局向立法會呈交屯門南延綫報告，提到港鐵建議在屯門站和屯門南站之間的屯門第16區加設一個車站，並預留向龍鼓灘延伸的條件，以配合未來的屯門西發展。預計建造成本約為114億港元。
2022年1月28日，政府就屯門南延綫的鐵路方案進行刊憲，公眾可在3月29日前提出反對。

## 批評
區議員批評規劃上有不少問題。屯門區議會副主席黃丹晴擔心走綫以高架橋橫跨屯門河下，會影響不少現有樓宇的景觀。而建造第16區站，更需要拆卸和重置多項康樂和社區設施，包括屯門游泳池、海皇路花園（包括寵物公園）及「綠在屯門」回收環保站，議員擔心重置或補償方案有不足的地方。不過港鐵一直未有向區議會具體回應項目對環境和噪音影響。